# 藤江漁港

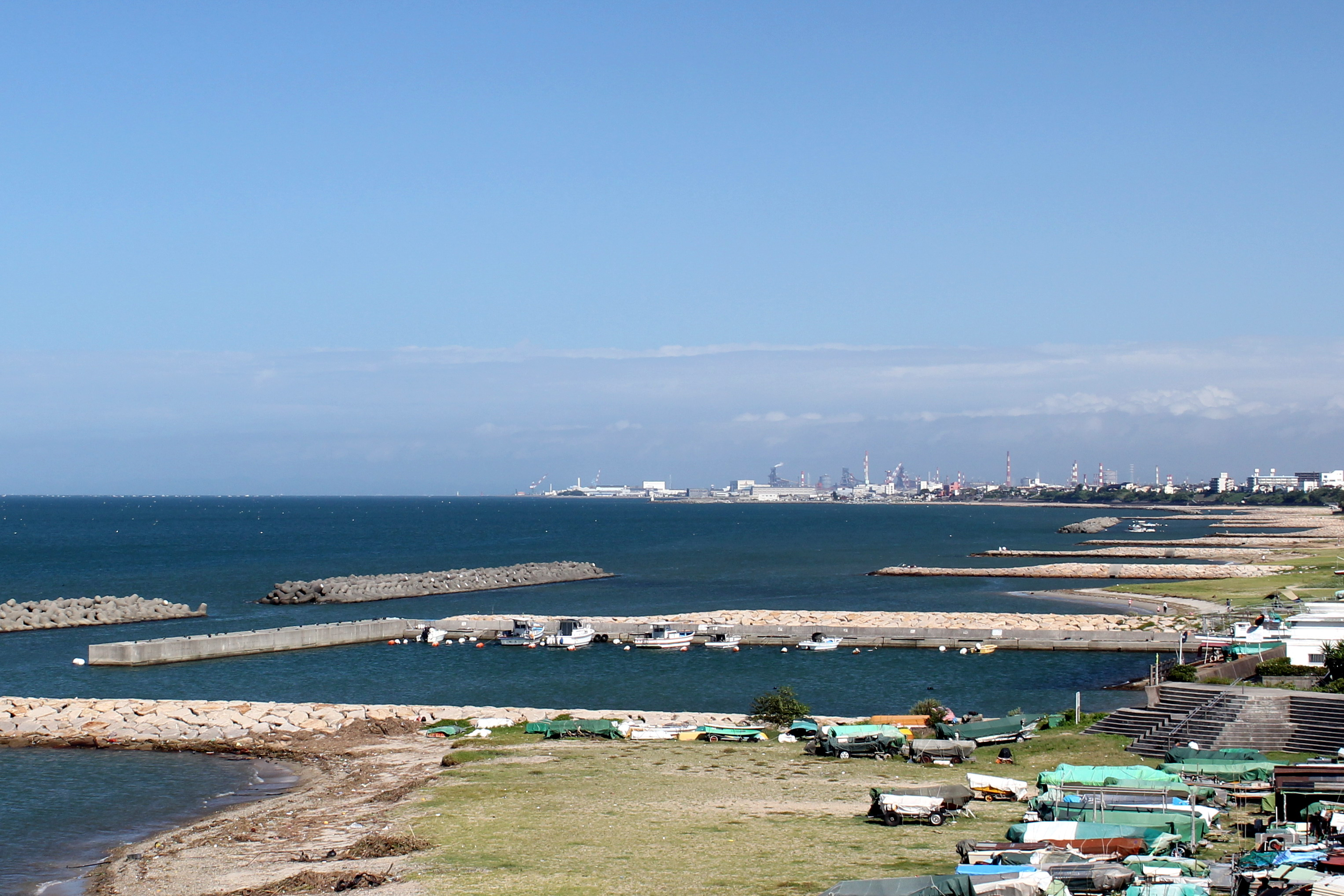
藤江漁港

藤江漁港（ふじえぎょこう）は、兵庫県明石市にある港で漁港漁場整備法（昭和25年5月2日法律第137号）第1章第5条に規定する第1種漁港である。

## 概要
- 所在地 - 兵庫県明石市藤江
- 管理者 - 明石市
- 漁業協同組合 - 林崎
- 組合員数 -
- 漁港番号 - 3210040

## 沿革
- 1952年（昭和27年）12月29日 - 第1種漁港に指定

## 主な魚種
- タイ
- アナゴ
- イカナゴ
- アジ
- タコ
- ヒラメ

## 主な漁業
- 小型底曳網漁業
- 船曳網漁業
- たこつぼ漁
- 採貝藻漁業